# Стефан Лот
Стефан Август Лот (пол. Stefan August Loth; нар. 28 березня 1896, Ґродзець, Німецька імперія — пом. 16 липня 1963, околиці Гдині, Польща) — польський футболіст та тренер, виступав на позиції нападника у варшавській «Полонії», брат Яна, дипломований підполковник Війська Польського.

## Життєпис

### Військова служба
Учасник польсько-радянської війни. З 1 червня 1919 року служив у званні старшини, а з травня 1922 року був підвищений до капітана. Служив у 36-у піхотному полку Академії Легії у Варшаві. 2 квітня 1929 року був підвищений до звання майора, а з 1-о січня 1929 року став офіцером у 69-у в корпусі піхоти. У період з 5 січня 1931 року до 1 листопада 1932 року був слухачем 11-го звичайного курсу у Вищій військовій школі у Варшаві. Після завершення навчання отримав диплом кваліфікованого офіцера й призначення в командування 28-ї піхотної дивізії у Варшаві на посаду начальника штабу. Влітку 1934 року він переведений до Генеральної інспекції Збройних Сил на посаду 2-го офіцера штабу армійського генерала генерала Гюстава Орлич-Дрешера. 1 січня 1936 року був підвищений до старшого підполковника і на 50-е місці в корпусі офіцерів піхоти. Помер 16 липня 1936 року в авіакатастрофі літака RWD-9 в Гданській затоці поблизу Гдині-Орлово разом з генералом Орлич-Дрешером і капітан-пілотом Александром Лагєвським.
Спільні військові похоронні церемонії відбулися в Гдині 20 липня 1936 року. 21 липня 1936 року Стефан Лот був похований на Євангельсько-Аугсбургському кладовищі у Варшаві.
Чоловік Ванди Кваснєвської та батько Ганни Лот.

## Спортивна кар'єра
Був гравцем варшавської «Корони», однак майже всю свою кар'єру провів у варшавській «Полонії». У цьому клубі виступав протягом 10 років (1919—1929). Двічі ставав віце-емпіоном Польщі (1921, 1926). Протягом багатьох років був капітаном команди. У збірній Польщі зіграв один матч, 4 липня 1926 року проти Естонії. Проте ще за п'ять років до цього був викликаний до складу національної збірної, разом з іншими гравцями готувався до першого міжнародного матчу польської збірної (проти Угорщини). 18 грудня 1921 року просидів увесь матч на лаві для запасних, разом зі своїм молодшим братом.
По завершенні кар'єри футболіста став тренером національної збірної. На цій посаді замінив Тадеуша Кухара. Свої обов'язки виконував протягом двох років — під керівництвом Лота збірна виступала з другої половини 1929 року до осені 1931 року. Значна частина зіграних матчів мала неофіційний статус, поляки грали з аматорськими збірними Угорщини та Чехословаччини. Замінив Стефана Юзеф Калужа. Протягом роботи Калужі в збірній двічі виконував обов'язки головного тренера — проти Латвії (1932, 1934) та Румунії.

## Ордени та відзнаки
- Срібний хрест військового ордену Virtuti Militari (26 березня 1921)[11]
- Медаль Незалежності (23 грудня 1933)[12]
- Хрест Хоробрих – чотири рази (вдруге та втретє в 1921)[13]
- Золотий Хрест Заслуги – посмертно (18 липня 1936, „за заслуги у військовій службі”)[14][15]
- Срібний Хрест Заслуги
- Пам'ятна Медаль за Війну 1918–1921[16]
- Медаль «10-річчя здобуття незалежності»[16]
- Пам'ятна відзнака Генерального інспектора збройних сил - 12 травня 1936
- Міжсоюзна медаль „Médaille Interalliée”[16]
- Офіцерський хрест ордену «Святий Олександр» – посмертно (Болгарія, 1936)